# Peroryctes broadbenti
Peroryctes broadbenti is een buideldas uit het geslacht Peroryctes. De wetenschappelijke naam van de soort werd voor het eerst geldig gepubliceerd door Edward Pierson Ramsay in 1879.

## Kenmerken
P. broadbenti is de grootste buideldas ter wereld. De voeten zijn zeer lang en de vacht is roodbruin. Over de grootte zijn maar weinig exacte gegevens bekend. Mannetjes zijn groter dan vrouwtjes. Een mannetje had een staartlengte van 195 mm en een achtervoetlengte van 95 mm, een vrouwtje een kop-romplengte van 551 mm, een staartlengte van 156 mm, een achtervoetlengte van 79 mm en een oorlengte van 37 mm. Een exemplaar van onbekend geslacht was in totaal 790 mm lang en woog 4800 g.

## Voorkomen
De soort komt voor in het zuidoosten van Nieuw-Guinea, waarschijnlijk voornamelijk in het laagland. Vrouwtjes kunnen tweelingen krijgen. Het dier eet waarschijnlijk (vooral) plantaardig materiaal.